# Wasserturm Schifferstadt
Der Wasserturm Schifferstadt ist ein 47,46 Meter hoher Wasserturm im nordöstlichen Stadtgebiet von Schifferstadt.

## Lage
Das Bauwerk befindet sich in der Straße Am Wasserturm an der Ecke zur Mannheimer Straße.

## Baustil
Beim Wasserturm handelt es sich um einen zwölfseitigen Betonbau mit Zeltdach; die technische Ausstattung ist ebenfalls denkmalgeschützt.

## Geschichte
Der 1931 durch die Joseph Hoffmann & Söhne AG erbaute Turm hat einen zwölfeckigen Querschnitt von 14,3 Metern und sein ringförmiger Wasserbehälter mit einem Fassungsvermögen von 1000 Kubikmetern befindet sich in einer Höhe von 7 Metern. Sein Innendurchmesser beträgt 9,12 Meter und sein Außendurchmesser 13,8 Meter.